# 大定府 (清朝)
大定府，清代貴州省的府。

大定府在贵州省的位置（1820年）

舊隸貴西道。明，貴州西水宣慰司、烏撒軍民府、毕节、赤水和乌撒三卫。副將駐。
康熙三年(1664年)，平水西、烏撒，废除土司制度，推行“改土归流”，改设大定府，以大方城为府治，下辖黔西、平远、威宁三州，毕节一县和水城一厅。
康熙二十六年（1687年），降大定州，隸威寧府。
雍正七年（1729年），復升府。領廳一，州三，縣一：畢節縣、平遠州、黔西州、威寧州、水城廳。
民国二年（1913年），北洋政府废府存县，大定府废，改置大定县。黔西、平远、威宁、水城均改为县，平远州更名为织金县，皆隶于贵西道。（至此，大定府从历史上取消）
民国十二年（1923年），裁贵西道，各县归省管辖。
民国二十四年（1935年），改隶贵州省第四行政督察专员公署，辖毕节、大定（今大方）、黔西、水城、威宁县。
民国二十六年（1937年）11月，贵州省政府又将8个行政督察区中的15个县划为省政府直辖，其余划为5个行政督察区。 第四行政督察区专员公署驻毕节县，辖有毕节、大定、黔西、威宁、赫章、水城、金沙、纳雍、织金等9个县。